# Iglesia de la Natividad de Nuestra Señora (Cascajares de la Sierra)
La iglesia de la Natividad de Nuestra Señora es una iglesia parroquial católica de estilo románico situada en la localidad burgalesa de Cascajares de la Sierra (España). Está dedicada a la Natividad de María.
Se trata de un edificio de sillería y mampostería de tres naves. Cuenta con un ábside románico semicircular con dos columnas contrafuerte que lo dividen en tres partes. Tanto el ábside como el presbiterio son obras destacadas del románico primitivo o arte visigodo del siglo XII. El resto del edificio sufrió importantes remodelaciones en el siglo XVIII que le aportaron elementos barrocos.
En su interior destaca la pila bautismal de cubeta troncocónica, también románica, con un remate superior de tallos ondulantes y doce arcos ciegos como marco para relieves de animales, como un león, un cérvido o un grifo, que la decoran. De estilo gótico de finales del siglo XV son las pinturas sobre tabla del altar mayor y una serie de esculturas de madera policromadas. Cuenta con una pintura sobre tabla de un busto de Santiago Apóstol como peregrino, junto a San Juan, obra atribuida al maestro de Belorado, del siglo XV o XVI.